# Cineworld
Cineworld為英國一家的連鎖電影院，該連鎖電影院共有790的影院，9518個影廳，分布於十個國家，包含英國、美國、愛爾蘭與一些東歐國家等。該影院為世界第二大連鎖電影院，僅次於美國的AMC電影院。